# Robert Poulot
Robert Poulot, né le 5 juillet 1941 à Arrens-Marsous (Hautes-Pyrénées), est un coureur cycliste français. Professionnel de 1964 à 1966. Il a notamment été équipier de Raymond Poulidor,.

## Biographie
Son père Prosper Poulot (1910-2007) était un sportif aguerri et chasseur paysan des Pyrénées, participant des championnats du monde de ski nordique de 1937 mais également tueur d'un ours en 1947 dans le val d'Azun.

## Palmarès
- 1961
  - 2e du Grand Prix Pierre-Pinel
- 1964
  - Tour des Combrailles :
    - Classement général
    - 3e étape (contre-la-montre)

  - Une étape du Tour des Charentes
  - 2e du Tour des Charentes
  - 3e du Grand Prix cycliste de Mende
- 1966
  - 2e des Boucles du Bas-Limousin

## Résultats sur les grands tours

### Tour de France
1 participation
- 1964 : 47e

### Tour d'Espagne
1 participation
- 1965 : abandon (17e étape)